# Arcesiades
Arcesiades és un patronímic derivat d'Arcisi, el pare de Laertes, i l'avi d'Odisseu. Era fill de Cèfal i de Procris, o de Zeus i de Euriòdia i casat amb Calcomedusa. Els seus descendents van rebre aquest nom, segons diu Homer.